# Makedonska republička liga
La Makedonska republička fudbalska liga (in cirillico: Македонска републичка фудбалска лига, lega calcistica repubblicana macedone) è stata una competizione per squadre di calcio della Repubblica Socialista di Macedonia, ed era una delle 8 leghe repubblicane che costituivano la terza divisione del campionato jugoslavo.
La vincitrice della Makedonska republička liga veniva promossa in seconda divisione, la 2. Savezna liga, mentre le ultime classificate retrocedevano nelle Zonske lige (quarta divisione).
Con la costituzione della 3. Savezna liga a livello inter-repubblicano nel 1988, vi è stata la soppressione delle Republičke lige, mentre le Zonske lige sono rimaste il quarto livello del campionato jugoslavo. Quella macedone ha continuato fino al 1992, anno della dissoluzione della Jugoslavia (pur se comunque al quarto livello).

## Albo d'oro
| Stagione | Vincitore            | Squadre macedoni nelle categorie superiori                                                                            |
| -------- | -------------------- | --- |
| 1944–45  | Makedonija Skopje    | — |
| 1945–46  | Pobeda Skopje        | — |
| 1946–47  | Makedonija Skopje    | Pobeda S (I) |
| 1947–48  | Dinamo Skopje        | Vardar (I), Rabotnički (II)                                                                                           |
| 1948–49  | 11 Oktomvri Kumanovo | Dinamo, Vardar (II)                                                                                                   |
| 1949–50  | Rabotnik Bitola      | 11 Oktomvri, Vardar (II), Rabotnički (III)                                                                            |
| 1950–51  | Rabotnik Bitola      | Rabotnički, Vardar (II)                                                                                               |
| 1951–52  | Pobeda               | Rabotnički, Vardar (I)                                                                                                |
| 1952–53  | Rabotnički           | Vardar (I) |
| 1953–54  | Pobeda               | Rabotnički, Vardar (I)                                                                                                |
| 1954–55  | Metalec Skopje       | Vardar (I), Rabotnički (II)                                                                                           |
| 1955–56  | Belasica             | Bregalnica, Metalec, Pobeda, Rabotnički, Rabotnik, Vardar (II)                                                        |
| 1956–57  | Pelister             | Vardar (I), Belasica, Metalec, Pobeda, Rabotnički (II)                                                                |
| 1957–58  | Belasica             | Vardar (I), Pelister, Pobeda, Rabotnički, Sloga (II)                                                                  |
| 1958–59  | Pobeda               | Vardar (I), Rabotnički (II)                                                                                           |
| 1959–60  | Pelister             | Vardar (II) |
| 1960–61  | Pelister             | Vardar (I), Pobeda (II)                                                                                               |
| 1961–62  | Pobeda               | Vardar (I) |
| 1962–63  | Pobeda               | Vardar (II) |
| 1963–64  | Bregalnica Štip      | Vardar (I), Pobeda (II)                                                                                               |
| 1964–65  | Teteks               | Vardar (I), Bregalnica, Pobeda (II)                                                                                   |
| 1965–66  | Rabotnički           | Vardar (I), Pobeda (II)                                                                                               |
| 1966–67  | Bregalnica Štip      | Vardar (I), Pobeda, Rabotnički (II)                                                                                   |
| 1967–68  | Rabotnički           | Vardar (I), Bregalnica, Pobeda (II)                                                                                   |
| 1968–69  | Teteks               | Vardar (I), Bregalnica, Pobeda, Rabotnički, Tikveš (II)                                                               |
| 1969–70  | MIK Skopje           | Vardar (I), Bregalnica, Pobeda, Rabotnički, Teteks, Tikveš (II)                                                       |
| 1970–71  | Kumanovo             | Bregalnica, MIK, Pobeda, Rabotnički, Teteks, Vardar (II)                                                              |
| 1971–72  | Tikveš Kavadarci     | Vardar (I), Bregalnica, Kumanovo, MIK, Pobeda, Rabotnički, Teteks (II)                                                |
| 1972–73  | Rabotnički           | Vardar (I), Bregalnica, Kumanovo, Pobeda, Teteks, Tikveš (II)                                                         |
| 1973–74  | Teteks               | Vardar (I), Kumanovo, Pobeda, Rabotnički (II)                                                                         |
| 1974–75  | Pelister             | Vardar (I), Kumanovo, Pobeda, Rabotnički, Teteks (II)                                                                 |
| 1975–76  | Bregalnica Štip      | Vardar (I), Pelister, Pobeda, Rabotnički, Teteks (II)                                                                 |
| 1976–77  | Rabotnički           | Bregalnica, Pobeda, Teteks, Vardar (II)                                                                               |
| 1977–78  | Tikveš Kavadarci     | Bregalnica, Pobeda, Rabotnički, Teteks, Vardar (II)                                                                   |
| 1978–79  | Pobeda               | Teteks, Tikveš, Vardar (II)                                                                                           |
| 1979–80  | Rabotnički           | Vardar (I), Pobeda, Teteks (II)                                                                                       |
| 1980–81  | Pobeda               | Vardar (I), Rabotnički, Teteks (II)                                                                                   |
| 1981–82  | Pelister             | Teteks, Vardar (I), Pobeda (II)                                                                                       |
| 1982–83  | Belasica             | Vardar (I), Pelister, Teteks (II)                                                                                     |
| 1983–84  | Bregalnica Štip      | Vardar (I), Belasica, Pelister, Teteks (II)                                                                           |
| 1984–85  | Teteks               | Vardar (I), Belasica, Bregalnica, Pelister (II)                                                                       |
| 1985–86  | Pobeda               | Vardar (I), Belasica, Bregalnica, Pelister, Teteks (II)                                                               |
| 1986–87  | Metalurg Skopje      | Vardar (I), Belasica, Pelister, Pobeda, Teteks (II)                                                                   |
| 1987–88  | Belasica             | Vardar (I), Metalurg, Pelister, Pobeda, Teteks (II)                                                                   |
| 1988–89  | Borec Veles          | Vardar (I), Belasica, Pelister (II), Bregalnica, Metalurg, Ljuboten, Osogovo, Pobeda, Sileks, Teteks (III)            |
| 1989–90  | Balkan Skopje        | Vardar (I), Pelister (II), Belasica, Borec, Bregalnica, Metalurg, Pobeda, Sileks, Teteks (III)                        |
| 1990–91  | Makedonija G.P.      | Pelister, Vardar (II), Balkan, Borec, Bregalnica, Pobeda, Sileks, Teteks (III)                                        |
| 1991–92  | Sasa M.K.            | Pelister, Vardar (I), Balkan, Teteks (II), Belasica, Borec, Bregalnica, Makedonija GjP, Osogovo, Pobeda, Sileks (III) |

## Titoli vinti
| Squadra                  | Vittorie | Anni                                           |
| ------------------------ | -------- | ---------------------------------------------- |
| Pobeda Prilep            | 8        | 1952, 1954, 1959, 1962, 1963, 1979, 1981, 1986 |
| Rabotnički               | 6        | 1953, 1966, 1968, 1973, 1977, 1980             |
| Pelister                 | 5        | 1957, 1960, 1961, 1975, 1982                   |
| Teteks                   | 4        | 1965, 1969, 1974, 1985                         |
| Bregalnica Štip          | 4        | 1964, 1967, 1976, 1984                         |
| Belasica                 | 4        | 1956, 1958, 1983, 1988                         |
| Makedonija Skopje        | 2        | 1945, 1947                                     |
| Kumanovo                 | 2        | 1949, 1971                                     |
| Rabotnik Bitola          | 2        | 1950, 1951                                     |
| MIK Skopje               | 2        | 1955, 1970                                     |
| Tikveš Kavadarci         | 2        | 1972, 1978                                     |
| Pobeda Skopje            | 1        | 1946                                           |
| Dinamo Skopje            | 1        | 1948                                           |
| Metalec Skopje           | 1        | 1955                                           |
| Metalurg Skopje          | 1        | 1987                                           |
| Borec Veles              | 1        | 1989                                           |
| Balkan Skopje            | 1        | 1990                                           |
| Makedonija Gjorče Petrov | 1        | 1990                                           |
| Sasa Makedonska Kamenica | 1        | 1990                                           |